# Odile Defraye
Odile Defraye, també conegut com a Odile Defraeye, (Rumbeke, Roeselare, 14 de juliol de 1888 - Bierges, 21 d'agost de 1965) era un ciclista belga de principis del segle xx.
Odile Defraye es va fer professional el 1909. El 1912 fou el primer ciclista belga i no francès en guanyar el Tour de França, iniciant un cicle de set victòries belgues consecutives.

## Palmarès
- 1908
  - 1r al Tour de Flandes, categoria aficionat
- 1910
  - 1r al Campionat de Flandes
- 1911
  -  Campió de Bèlgica en ruta
- 1912
  - 1r del Tour de França i vencedor de tres etapes
  - 1r de la Volta a Bèlgica i vencedor de 4 etapes
- 1913
  - 1r a la Milà-Sanremo
- 1914
  - Vencedor d'una etapa a la Volta a Bèlgica
- 1921
  - Vencedor d'una etapa al Volta a Bèlgica

### Resultats al Tour de França
- 1909. Abandona (2a etapa)
- 1912. 1r de la classificació general. Vencedor de 3 etapes
- 1913. Abandona (6a etapa)
- 1914. Abandona (10a etapa)
- 1919. Abandona (4a etapa)
- 1920. Abandona (3a etapa)
- 1924. Abandona (6a etapa)